# Baltasar de Romaní

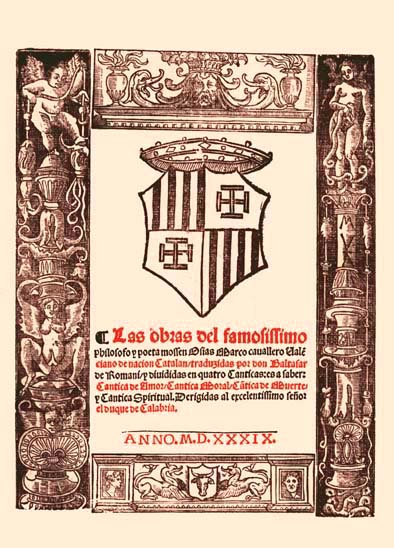
Portada de Las obras del famosissimo philosofo y poeta mossen Osias Marco cavallero Valenciano de nacion Catalan traduzidas por don Baltasar de Romani, editada el 1539. La portada està il·lustrada amb les armes del Duc de Calàbria, virrei de València, a qui està dedicada l'obra.

Baltasar de Romaní, de nom complet Baltasar Escrivà de Romaní (Càller, cap a 1485 - cap a 1547), baró de Beniparrell, va ser el curador de la primera edició impresa d'Ausiàs March i traductor a l'espanyol dels poemes que s'hi compilen.
Fill del virrei de Sardenya, Eiximén Peres Escrivà de Romaní i Ram, segurament es va desplaçar a València quan el seu pare va deixar de ser virrei cap a l'any 1487, tot i que va tornar a Sardenya en diversos moments de la vida. Quan el seu germà Jaume Escrivà de Romaní va morir, Baltasar heretà el títol de baró de Beniparrell, encara que el seu cosí germà Joan Escrivà li va reclamar el senyoriu i baronia de Beniparrell per la via jurídica el 1519.
Va freqüentar la cort valenciana dels ducs de Calàbria —Ferran d'Aragó i Germana de Foix— i va ser conegut dels literats Joan Ferrandis d'Herèdia i Lluís del Milà. Aquest darrer el fa aparèixer com a personatge en l'obra El cortesano.
Baltasar de Romaní és qui va elaborar l'edició prínceps de l'obra d'Ausiàs March, que data del 10 de març de 1539 i va ser estampada a les premses de l'impressor Joan Navarro, a València. Porta per títol Las obras del famosissimo philosofo y poeta Mossen Osias Marco cavallero Valenciano de nacion Catalan traduzidas por don Baltasar de Romani, conté una antologia de 39 composicions del poeta medieval amb el text original en valencià i acompanyades per la corresponent traducció a l'espanyol feta pel mateix Romaní. L'edició va adreçada a Ferran d'Aragó, duc de Calàbria i virrei de València.